# توماس لوفکویست
توماس لوفکویست (انگلیسی: Thomas Löfkvist؛ زادهٔ ۴ آوریل ۱۹۸۴) دوچرخه‌سوار اهل سوئد است.
از باشگاه‌هایی که در آن بازی کرده‌است می‌توان به تیم دوچرخه‌سواری اف‌دی‌جی، اچ‌تی‌سی-هایرود، تیم اسکای، و آی‌ای‌ام سایکلینگ اشاره کرد.